# Magdalena Frąckowiak
Magdalena Frąckowiak (Gdansk, Polónia, 8 de outubro de 1984) é uma modelo polaca. Frąckowiak já colaborou com as edições alemã e italiana da revista Vogue. Ela já trabalhou com as marcas de moda mais famosas, como a Ralph Lauren e a Oscar de la Renta.
Em meados de 2015, ela lançou sua própria marca de jóias Magdalena Frąckowiak. Em 2018, foi homenageada com a estatueta de “Mulher do Ano 2018” por seus sucessos na indústria, concedida pela edição espanhola da revista GQ.

## Vida pregressa
Magdalena Frąckowiak nasceu em 8 de outubro de 1984 em Gdansk, na Polônia, na família de Danuta e Kazimierz Frąckowiak. Ela tinha dezesseis anos quando sua mãe enviou suas fotos para um concurso de modelos de uma agência de Varsóvia, o qual ela ganhou. A jovem modelo também venceu o concurso de beleza Waterproof Model Search. Como prêmio, ela teve a oportunidade de trabalhar com a agência Model Plus. Seu primeiro trabalho remunerado foi para a revista Machina. Sua carreira começou a se desenvolver muito rapidamente a partir daquele momento.

## Carreira
Após as primeiras sessões fotográficas para revistas polonesas, Magdalena Frąckowiak foi para o Canadá, onde morou em Mississauga, localizada na província de Ontário. Durante esse período, ela também teve a oportunidade de trabalhar nos Estados Unidos e na França. Ela apareceu em capas de revistas como Glamour e Vogue, nas sua edições italianas.
Como modelo de passarela, ela cooperou com as marcas Yves Saint Laurent e Ralph Lauren. Em 2007, foi reconhecida como top model da temporada pela Style.com, e também iniciou cooperação com outras marcas de moda. Em 2009, 2010 e 2012, ocupou lugares de destaque no ranking de top models do site Models.com.

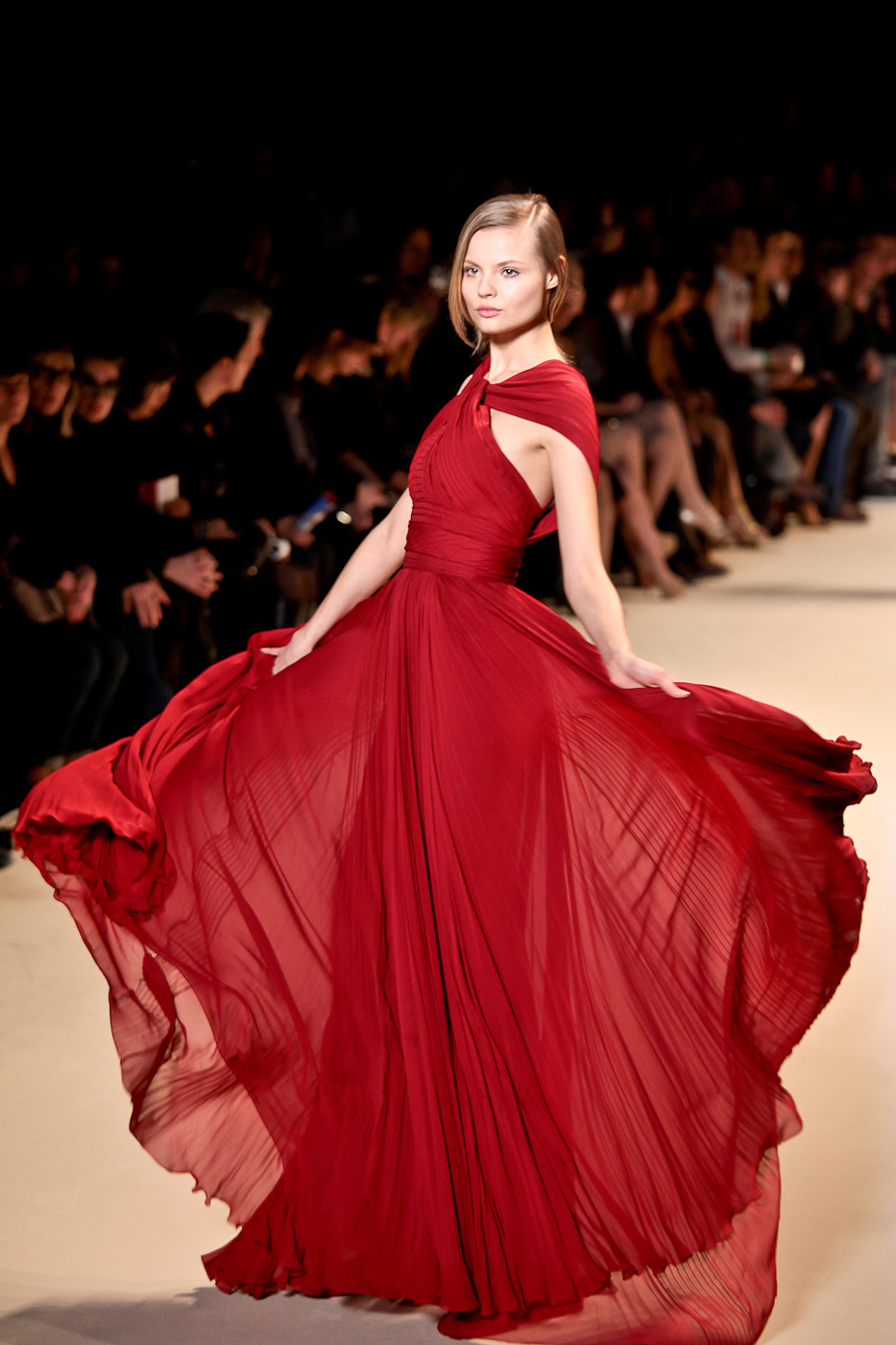
Magdalena Frąckowiak fotografada na Paris Fashion Week outono 2011 vestindo Elie Saab.

Frąckowiak teve destaque nas campanhas impressas de Ralph Lauren, Alessandro Dell'Acqua e Oscar de la Renta de 2008, e foi capa da Vogue nas suas versões italiana, alemã, japonesa e russa e da Revue de Modes francesa. A Vogue Paris a declarou uma das 30 melhores modelos dos anos 2000. Magdalena desfilou nos desfiles de moda da Victoria's Secret de 2010, 2012, 2013, 2014 e 2015. Sendo entrevistada no desfile de 2010, quando perguntada sobre nervosismo pela estréia em lingerie, Magdalena demonstrou tranquilidade e afirmou que não, dizendo que a família sabia e estava "mais entusiasmada com este show do que com qualquer outro"; negando também um possível nervosismo da mãe pois, mesmo com apenas roupas íntimas tudo estava escondido. Neste desfile, ela cruzou a passarela com um par gigante de asas tatuadas e um espartilho de couro. “É como usar um vestido”, ela deu de ombros, “só que faltam algumas peças”.
Magdalena tem um papel principal no vídeo dirigido por Karl Lagerfeld para a marca Hogan, ao lado de Baptiste Giabiconi e Sebastien Jondeau, que chegou às lojas em final de janeiro de 2011. Ela desfilou em muitas passarelas da alta costura, incluindo:
- Shiatzy Chen,
- Elie Saab,
- Miu Miu,
- Chanel,
- Gianfranco Ferré,
- Hakaan,
- John Galliano,
- Viktor & Rolf,
- Christian Dior,
- Lanvin,
- Balmain,
- Roberto Cavalli,
- Dolce & Gabbana,
- Emilio Pucci,
- Fendi,
- Prada,
- Givenchy,
- Versace,
- Etro,
- Dolce & Gabbana,
- Ralph Lauren,
- Oscar de la Renta,
- Alexander Wang,
- Louis Vuitton,
- Giorgio Armani,
- Jean Paul Gaultier,
- Hermès,
- Chloé,
- Karl Lagerfeld,
- Balenciaga,
- Max Mara,
- Blumarine,
- Paco Rabanne.

Em 2011, ela apareceu na Campanha da Primavera de 2011 para a Reserved. Frąckowiak também aparece no Calendário Pirelli 2011, fotografado por Karl Lagerfeld. Magdalena Frąckowiak deixou de desfilar no Victoria's Secret Fashion Show em 2015 mas continuou desfilando por outras grandes marcas e, em meados de 2015, lançou sua própria linha de joias feitas por artesãos poloneses, a Magdalena Frąckowiak Jewelry. Em março de 2018, ela anunciou que estava criando um canal no YouTube intitulado "Magdalena the Queen". Em 2019, apareceu como convidada especial na 8ª edição do reality show polonês Top Model. Em 2023, voltou a modelar após alguns anos de hiato e participou da Paris Fashion Week 2023 apresentando a coleção Maison Schiaparelli.

## Vida privada
Ela namorou Daniele Cavalli, filho de Roberto Cavalli, entre 2009 e 2010. Seus outros romances incluíram Wojciech Pastor (2010-2013) e Aleksander "Alex" Przetakiewicz (2016-2018). Uma ocorrência notável foi a decisão que o modelo tomou em 2019 de se desligar do mundo da modelagem e das mídias sociais para contemplar o budismo e a meditação no Nepal.